# Виборча капітуляція

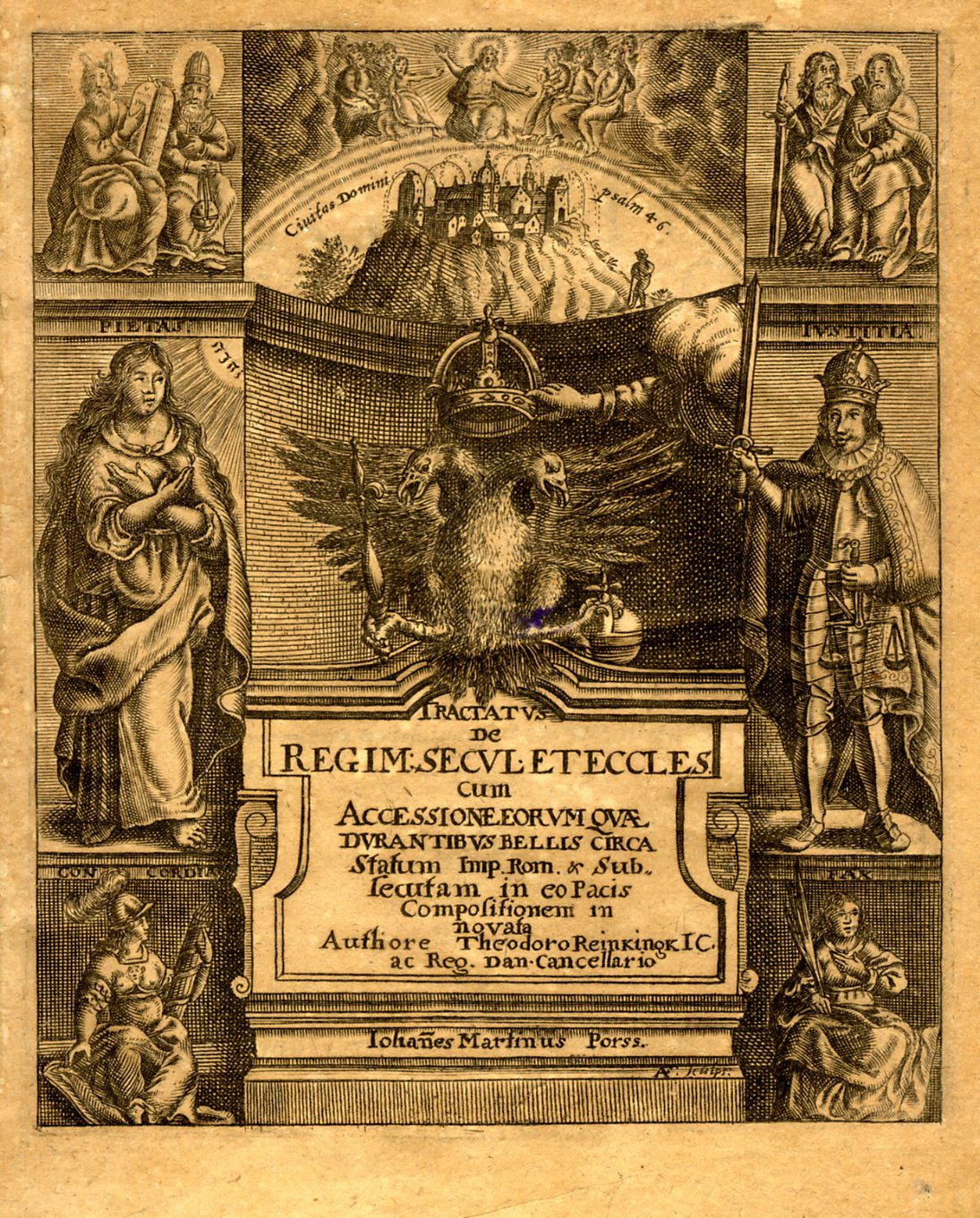
Титульний лист виборчої капітуляції імператора Леопольда I

Виборча капітуляція — середньовічні документи, які підписували кандидат на виборний державний пост. Виборчою капітуляцією кандидат давав згоду на прийняття посади в разі перемоги на виборах, а також брав на себе певні зобов'язання щодо задоволення інтересів вибірників або здійснення інших заходів у сфері внутрішньої чи зовнішньої політики. Практика підписання виборчих капітуляцій існувала практично у всіх західноєвропейських виборних монархіях, однак особливе значення мали виборчі капітуляції імператорів Священної Римської імперії, що грали роль одного з найважливіших джерел конституційного права цієї держави.

## Священна Римська імперія
Практика підписання зобов'язань щодо збереження існуючих звичаїв і захисту інтересів церкви існувала в Священній Римській імперії з кінця XIII ст.. Відомий, зокрема, договір Адольфа Насауського з Кельньким архієпископом, який забезпечив обрання Адольфа римським королем в 1292. Однак особливу роль виборчі капітуляції відігравали в XVI ст., коли вони набули характеру конституційного акта, що обмежував прерогативи імператора на користь імперських станів, перш за все курфюрстів.
У своїй виборчій капітуляції 1519 Карл V брав на себе зобов'язання не укладати договорів з іноземними державами і не починати війну без згоди курфюрстів, не вводити на територію імперії іноземні війська, призначати на державні посади виключно німців, не видавати підданих імперії іноземним судам і створити підконтрольний курфюрстам імперський уряд. Хоча не всі обіцянки були виконані імператором, в цілому його влада була суттєво обмежена, а небезпека встановлення в Німеччині самодержавства за зразком Іспанії — усунена.
Наступник Карла V Фердинанд I у виборчій капітуляції 1558 гарантував дотримання Аугсбурзького релігійного миру 1555 і підтвердив права курфюрстів.
Надалі всі наступні імператори підписували при своїй коронації виборчі капітуляції, що гарантують права станів і надають нові привілеї різним соціальним групам або суб'єктам імперії. Вестфальський мир 1648 звів підписання виборчої капітуляції в ранг обов'язкової умови при вступі на престол, причому імператор мав давати гарантії не тільки курфюрстам, але всім імперським станам. Обсяг зобов'язань імператора, що фіксувався в капітуляції, неухильно збільшувався.
Остання виборча капітуляція Священної Римської імперії, підписана Францем II в 1792 вже мала обсяг у 314 сторінок і являла собою всеосяжний законодавчий акт, що регулює відносини імператора і станів. Про його значення свідчить той факт, що своє зречення в 1806 Франц II пояснив у відповідному маніфесті неможливістю виконати зобов'язання по виборчій капітуляції.

## Папська держава
Практика підписання виборчих капітуляцій при обранні папи римського склалася в XIV- XV століттях. Вже в 1352 був складений договір між кардиналами і майбутнім папою Інокентієм VI про певні політичні гарантії в разі обрання останнього. Проте незабаром після того, як Інокентій VI був проголошений папою, він оголосив договір недійсним.
Констанцький собор 1414- 1417 рр. визнав виборчі капітуляції юридично зобов'язуючим документом, порушення якого могло спричинити відмовау папи римського від престолу. В 1431 Євген IV підтвердив свої зобов'язання з виборчої капітуляції спеціальною буллою.
Виборча капітуляція Павла II 1464 містила обіцянки продовжити війну з турками, не залишати Рим без згоди не менше половини кардиналів і не робити призначення нових кардиналів і найважливіших архієпископів без санкції колегії кардиналів.
Однак посилення папської супрематії в XVI ст. привело до падіння значення виборчих капітуляцій. Уже Лев V відкрито порушував зобов'язання, прийняті ним перед виборами. Хоча періодично капітуляції продовжували складатися, на практиці вони не виконувалися і не обмежували владу папи римського. Апостольська конституція «Universi Dominici gregis» 1996 заборонила складання виборчих капітуляцій, а будь-які зобов'язання, прийняті на себе кандидатом на папський престол, стали вважатися недійсними і не тягнучими правових наслідків.
У Середні століття виборчі капітуляції підписувалися також між кандидатами на пост єпископа і архієпископа і відповідним соборним капітулом. У церковних князівствах такі капітуляції надалі грали роль одного з базових нормативних актів, що регулюють відносини князя-єпископа з населенням його володінь. В 1695 виборчі капітуляції єпископів були заборонені папою римським, а в 1698 — імператором Священної Римської імперії. Виняток було зроблено лише для виборів архієпископа Майнцького, який був одночасно ерцканцлером імперії і грав важливу роль в державно-правовій системі імперії.

## Інші держави
Виборчі капітуляції як засіб обмеження влади монарха використовувалися в середні століття в багатьох європейських державах: Швеції, Данії, Венеційській республіці. Аналогом виборчих капітуляцій в Англії служили «хартії вольностей», затверджувані англійськими королями, починаючи з Генріха I, при своїй коронації. Зі встановленням міцного спадкового принципу переходу престолу звичай підписання капітуляцій виходив з ужитку. Особливе значення мали виборчі капітуляції королів Польщі: з часів Генріха Валуа польські монархи були зобов'язані при своєму обранні підтверджувати права і привілеї станів і підписувати «Генрихівські артикули» і «Пакт згоди», які накладали серйозні обмеження на владу короля.

## Україна
Виборчою капітуляцією є Конституція Пилипа Орлика.